# 장미정원 (드라마)
《장미정원》은 1992년 7월 13일부터 1992년 9월 1일까지 방송되었던 SBS 월화 드라마로 아일린 굿지 소설을 드라마화한 작품이며 극작가 이영우 씨가 드라마를 집필하여 화제가 됐다.
한편, 인위적이고 자극적인 이야기 구조로 줄거리를 전개하여 비난을 샀으며 극 중 최영주 역으로 나온 하희라는 해당 프로그램을 통해 처음으로 SBS 드라마 출연을 했는데 《장미정원》을 끝으로 SBS를 떠났다가 SBS 월화 드라마 《여자》(오후 9시 시간대 월화 드라마)로 복귀했다.

## 등장 인물
- 하희라 : 최영주 역
- 김혜선 : 이혜란 역
- 유동근 : 유찬호 역
- 나영희 : 서지혜 역
- 한진희 : 강영철 역
- 노주현 : 한상준 역
- 이낙훈 : 이태선 역
- 오대규
- 김응석 : 김준호 역
- 오아랑 : 수영 역
- 옥승일
- 이동신 : 정무일 역
- 박종관
- 이미경
- 박영목
- 박주아
- 백준기
- 정재순
- 김혜옥
- 최준용

## 참고 사항
- 극 중 이혜란 역으로 나온 김혜선은 KBS 2TV 주말 드라마 《아씨》 여자 주인공으로 낙점되었으나[3] 노역까지 해야 되는 역할에 대한 부담감 탓인지 고사했으며 이 프로그램은 1997년 11월 22일부터 1998년 2월 15일까지 SBS 주말 드라마 《아름다운 죄》와 경쟁했는데 SBS 주말 드라마 《아름다운 죄》 김재순 PD는 《장미정원》 연출자[4]였다.